# Розсохувата (притока Собка)
Розсохувата, також Малий Собик — річка в Україні, у межах Немирівського та Липовецького району Вінницької області. Права притока р. Собок (притока Собу, басейн Південного Бугу). Тече через села Межигірка та Війтівці. Впадає у Собок за 19 км від гирла. Довжина — 15 км, площа — 66,5 км².

## Притоки
Річка без назви - ліва притока. Бере початок від лісового масиву за 2,5 км на захід від селища Пилипенкове. Формується з кількох безіменних струмків та водойм. Тече на схід через селище Пилипенкове та село Війтівці. Впадає у Розсохувату за 2 км від гирла. Довжина — 6,2 км, площа — 12,8 км².